# Carex lainzii
Carex lainzii là một loài thực vật có hoa trong họ Cói. Loài này được Luceño, E.Rico & T.Romero mô tả khoa học đầu tiên năm 1987.